# Liocranum giersbergi
Liocranum giersbergi är en spindelart som beskrevs av Kraus 1955. Liocranum giersbergi ingår i släktet Liocranum och familjen månspindlar. Inga underarter finns listade i Catalogue of Life.